# Frozen in Time
Frozen in Time – szósty album amerykańskiej grupy deathmetalowej Obituary. Wydawnictwo ukazało się 12 lipca 2005 roku nakładem Roadrunner Records. Nagrania zostały zarejestrowane w Red Room Recorders, natomiast mastering i miksowanie odbyło się w Morrisound Recording. Płyta zadebiutowała na 44. miejscu listy Billboard Heatseekers Albums w Stanach Zjednoczonych. To ostatni album zespołu nagrany z gitarzystą Allenem Westem.

## Lista utworów
Opracowano na podstawie materiału źródłowego.
| Nr  | Tytuł utworu    | Słowa      | Muzyka                     | Długość |
| --- | --------------- | ---------- | -------------------------- | ------- |
| 1.  | „Redneck Stomp” | John Tardy | Donald Tardy, Allen West   | 3:32    |
| 2.  | „On the Floor”  | John Tardy | Donald Tardy, Allen West   | 3:10    |
| 3.  | „Insane”        | John Tardy | Donald Tardy, Allen West   | 3:25    |
| 4.  | „Blindsided”    | John Tardy | Donald Tardy, Allen West   | 2:56    |
| 5.  | „Back Inside”   | John Tardy | Donald Tardy, Trevor Peres | 2:42    |
| 6.  | „Mindset”       | John Tardy | Donald Tardy, Allen West   | 3:54    |
| 7.  | „Stand Alone”   | John Tardy | Donald Tardy, Trevor Peres | 3:44    |
| 8.  | „Slow Death”    | John Tardy | Donald Tardy, Allen West   | 3:03    |
| 9.  | „Denied”        | John Tardy | Donald Tardy, Trevor Peres | 3:37    |
| 10. | „Lockjaw”       | John Tardy | Donald Tardy, Trevor Peres | 4:13    |
|     |                 |            |                            | 34:16   |

## Twórcy
Opracowano na podstawie materiału źródłowego.
| - John Tardy – śpiew - Allen West – gitara prowadząca - Trevor Peres – gitara rytmiczna, design - Frank Watkins – gitara basowa - Donald Tardy – perkusja |  | - Scott Burns – producent wykonawczy - Aaron Caillier – asystent inżyniera dźwięku - Andreas Marschall – okładka - Daragh McDonagh – zdjęcia - Tom Morris – mastering - Mark Prator – inżynieria dźwięku, produkcja muzyczna, miksowanie |

## Listy sprzedaży
| Lista                        | Kraj              | Pozycja |
| ---------------------------- | ----------------- | ------- |
| Billboard Heatseekers Albums | Stany Zjednoczone | 44      |
| SNEP                         | Francja           | 147     |
| Media Control Charts         | Niemcy            | 93      |

| Lista | Kraj   | Pozycja |
| ----- | ------ | ------- |
| ZPAV  | Polska | 38      |

## Wydania
| Rok  | Nr katalogowy | Format | Wytwórnia                         | Kraj              | Źródło |
| ---- | ------------- | ------ | --------------------------------- | ----------------- | ------ |
| 2005 | RR 8156-2     | CD     | Roadrunner Records                | Stany Zjednoczone | [ 9 ]  |
| 2011 | RRCAR 8156-1  | LP     | Roadrunner Records, Cargo Records | Niemcy            | [ 9 ]  |